# Сборная Харькова по футболу
Сбо́рная Харькова по футбо́лу — футбольная сборная команда, которая представляла город Харьков в официальных соревнованиях и в международных матчах.
Как регулярная сборная существовала с 1910 по 1936 год.
22 октября 1911 на берегах Днепра состоялся первый товарищеский матч сборных Киева и Харькова, в котором выиграли киевляне. В ответном матче на харьковском газоне киевляне уступили.
С 1937 года сборная собиралась нерегулярно для проведения, в основном, товарищеских матчей.

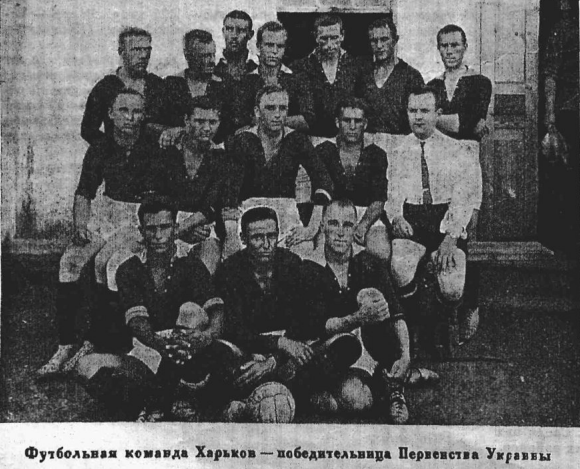

## Достижения
Чемпионат СССР по футболу
- Чемпион: 1924
- Бронзовый призёр: 1935

Чемпионат Украинской ССР по футболу
- Чемпион (8): 1921, 1922, 1923, 1924, 1927, 1928, 1932, 1934
- Вице-чемпион: 1931
- Бронзовый призёр: 1935

Чемпионат РСФСР по футболу
- Вице-чемпион: 1922

Матч трёх городов
- Серебряный призёр (2): 1931, 1933
- Бронзовый призёр: 1934